# 上總山田站
上總山田站（日语：／ Kazusa-Yamada eki */?）是位於千葉縣市原市磯谷2079番3號，小湊鐵道的小湊鐵道線車站。站房於2017年5月登錄為國家登錄有形文化財。
本站開業時稱為「養老川站」，1954年時改為「上總山田」，不過，在日本稱為「山田」的車站十分多，而本站改名時，位於三重縣的伊勢市站當時仍稱為「山田站」，所以便加上了舊令制國「上總」以茲識別。

## 車站構造
設有木建單層小型站房一座，自開站便一直使用至今，由鹿島建設的前身「鹿島組」所建。站房帶有少許西洋風格，並且採用了瓦片作屋頂（後來加建才使用了鐵皮屋簷），基本上小湊鐵道線第一期開業的車站站房，都採用了相同的風格。

### 月台
設有2面2線的相對式月台，月台之間以橫跨上下行路軌的平交道所連接。
其中下行月台原為島式月台設計，但後來被撤去，現時往光風台方向的一端仍可隱約看到舊軌道的路基痕跡。另外，路軌採用「正線進入、側線出站」的設計模式，即離開月台時，原有的線道變成了另一方向的側線。
上行月台靠向上總三又方向設有一座繼電所，靠近站房則建了一座男、女獨立式的洗手間；至於下行月台上則設有有蓋候車亭及候車長櫈。
站房靠向五井一方設有頭端式側線一條，此側線曾經用作「房總里山Torocco」及KiHa40系卸下時使用，現時用作保線用途，並且停泊了2輛由關東鐵道轉讓的漏斗車，旁邊的空地則用作放置後備路軌等保線設施。
| 月台     | 路線        | 方向                                   |
| -------- | ----------- | -------------------------------------- |
| 靠近站房 | ■小湊鐵道線 | 五井方向                               |
| 離站房   | ■小湊鐵道線 | 上總牛久、里見、養老溪谷、上總中野方向 |

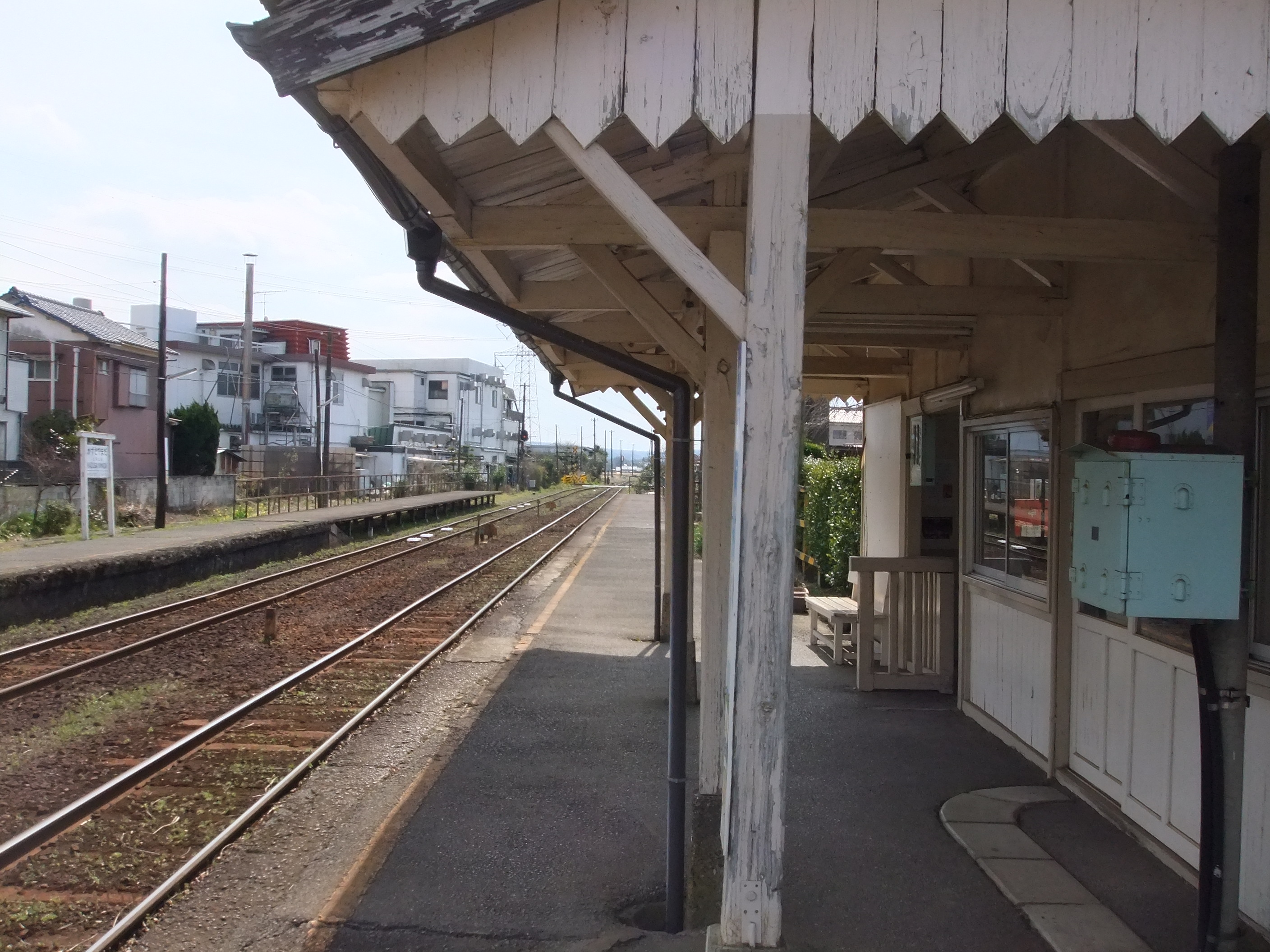
月台（2017年3月）
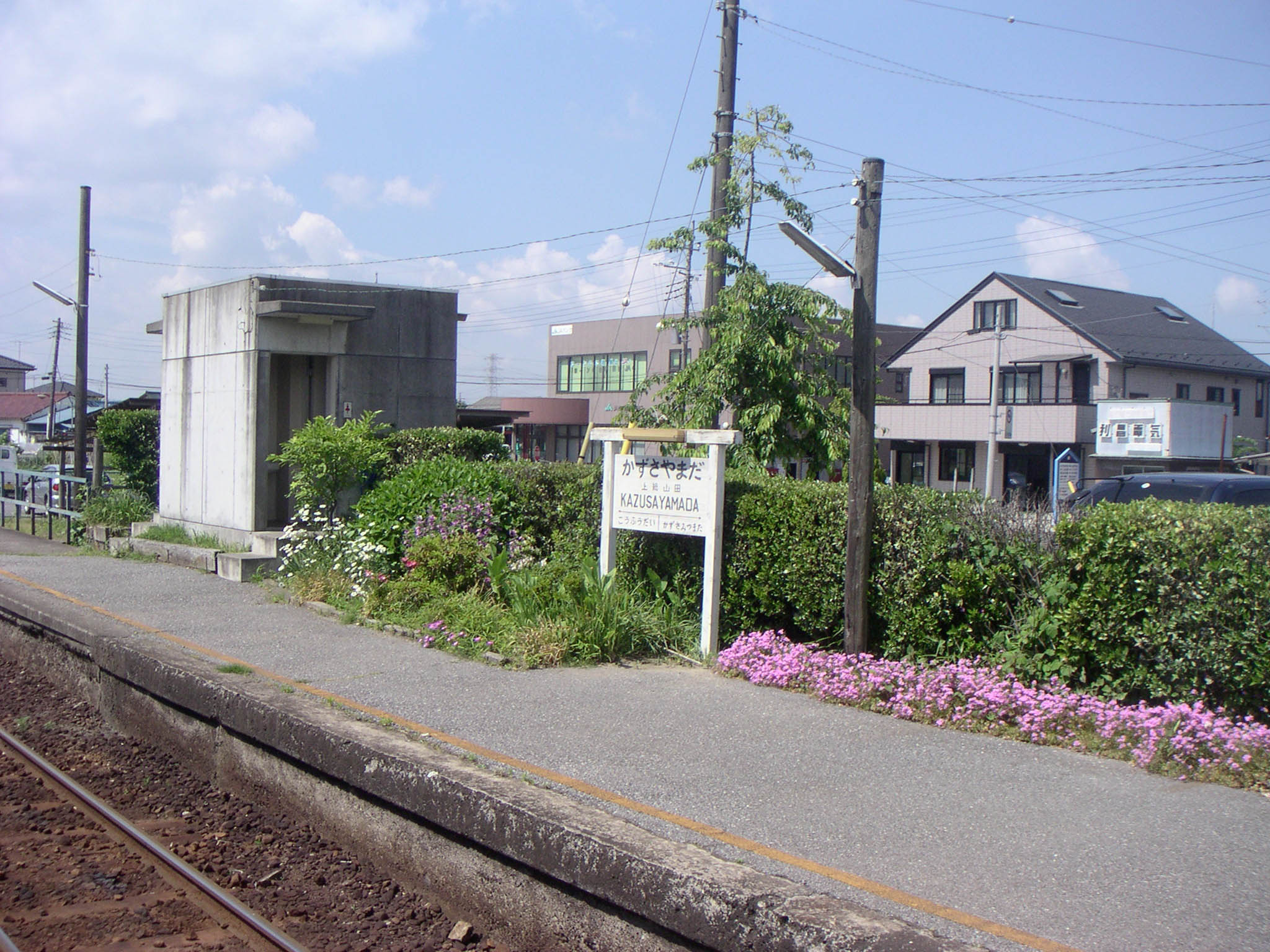
站名牌（2005年5月）
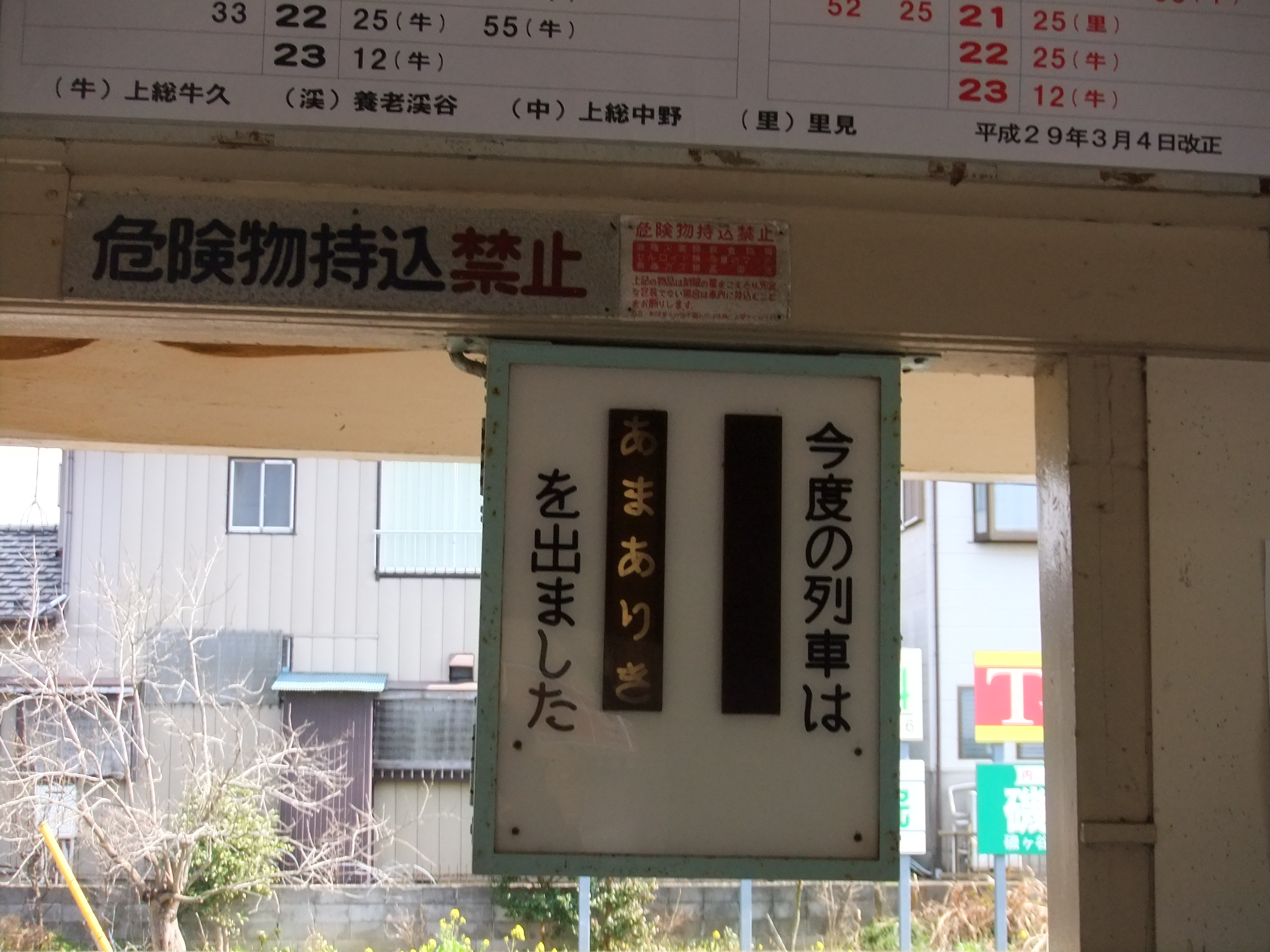
行燈式資訊顯示器（2017年3月）

## 歷史
- 1925年3月7日：隨小湊鐵道五井～里見開通，車站啟用，當時稱為「養老川站」[5]。
- 1954年12月1日：車站改名為「上總山田站」。
- 2005年4月16日：改為無人車站。
- 2016年11月18日：站房申請成為國家登錄有形文化財（建造物）[6][7]。
- 2017年5月2日：「小湊鐵道上總山田站站房」被評為國家登錄有形文化財[8]。

## 使用狀況
以下為乘車人次變化列表：
| 乘車人次變化 | 乘車人次變化     | 乘車人次變化 |
| 年度         | 1日平均 乘車人次 | 參考資料     |
| ------------ | ---------------- | ------------ |
| 2007         | 157              | [ 統計 1 ]   |
| 2008         | 167              | [ 統計 2 ]   |
| 2009         | 152              | [ 統計 3 ]   |
| 2010         | 148              | [ 統計 4 ]   |
| 2011         | 149              | [ 統計 5 ]   |
| 2012         | 147              | [ 統計 6 ]   |
| 2013         | 133              | [ 統計 7 ]   |
| 2014         | 126              | [ 統計 8 ]   |
| 2015         | 118              | [ 統計 9 ]   |
| 2016         | 136              | [ 統計 10 ]  |
| 2017         | 117              | [ 統計 11 ]  |
| 2018         | 114              | [ 統計 12 ]  |
| 2019         | 103              | [ 統計 13 ]  |
| 2020         | 82               | [ 統計 14 ]  |
| 2021         | 82               | [ 統計 15 ]  |
| 2022         | 76               | [ 統計 16 ]  |

## 相鄰車站
小湊鐵道
■小湊鐵道線
■房總里山Torocco、□觀光急行1,4,11,12號
通過
■普通
上總三又－上總山田－光風台

### 統計資料
1. ↑  千葉縣統計年鑑（平成20年） （页面存档备份，存于）（日語）
2. ↑  千葉縣統計年鑑（平成21年） （页面存档备份，存于）（日語）
3. ↑  千葉縣統計年鑑（平成22年） （页面存档备份，存于）（日語）
4. ↑  千葉縣統計年鑑（平成23年） （页面存档备份，存于）（日語）
5. ↑  千葉縣統計年鑑（平成24年） （页面存档备份，存于）（日語）
6. ↑  千葉縣統計年鑑（平成25年） （页面存档备份，存于）（日語）
7. ↑  千葉縣統計年鑑（平成26年） （页面存档备份，存于）（日語）
8. ↑  千葉縣統計年鑑（平成27年） （页面存档备份，存于）（日語）
9. ↑  千葉縣統計年鑑（平成28年） （页面存档备份，存于）（日語）
10. ↑  千葉縣統計年鑑（平成29年） （页面存档备份，存于）（日語）
11. ↑  千葉縣統計年鑑（平成30年） （页面存档备份，存于）（日語）
12. ↑  千葉縣統計年鑑（令和元年） （页面存档备份，存于）（日語）
13. ↑  千葉県統計年鑑（令和2年）
14. ↑  千葉縣統計年鑑（令和3年），11 運輸・通信—111民鉄等駅別1日平均運輸状況（2020(令和2)年度）
15. ↑  千葉縣統計年鑑（令和4年），11 運輸・通信—111民鉄等駅別1日平均運輸状況（2021(令和3)年度）
16. ↑  千葉縣統計年鑑（令和5年），11 運輸・通信—111民鉄等駅別1日平均運輸状況（2022(令和4)年度）

## 外部連結
- 小湊鐵道上總山田站（页面存档备份，存于）（日語）